# Daniel Lambert
Retrato, c. 1800, Colecção Wellcome
Vista da sepultura.
Daniel Lambert, (Leicester,Inglaterra, 13 de março de 1770 - 21 de junho de 1809,Stamford, Lincolnshire,Inglaterra)foi um carcereiro e criador de animais inglês, famoso pelo seu grande tamanho corporal pouco habitual. Esteve a trabalhar durante quatro anos como aprendiz numa oficina de gravura e fundição de Birmingham, voltou a Leicester no ano 1788 e sucedeu o seu pai como guarda prisional da prisão de Leicester. Estava considerado uma pessoa desportista e muito forte; em uma ocasião ele lutou contra um urso nas ruas de Leicester. Ele era perito na domesticação de animais, respeitado pela sua perícia com cães de corrida, cavalos e galos de luta.
Numa altura que retornou a Leicester o seu peso corporal começou a aumentar progressivamente, apesar de se manter ativo e, segundo as suas próprias declarações, abstendo-se de beber álcool e sem comer quantidades excessivas de comida. Em 1805 a prisão na que trabalhava fechou. Naquela altura pesava uns 320 kg, convertendo-o na pessoa com maior peso corporal registrada até aquele momento. Sem emprego e por causa do seu grande tamanho, Lambert enclausurou-se na sua casa.  
Em 1806 a pobreza obrigou-o a exibir-se ao público para conseguir rendimentos. Em abril de 1806 transferiu-se a Londres, cobrando aos espectadores uma tarifa para entrar no seu apartamento e conhecê-lo. Os visitantes ficavam impressionados pela sua inteligência e personalidade, e visitá-lo tornou-se numa atividade de moda na cidade. Depois de vários meses de exibição pública, Lambert cansou desta situação e em setembro de 1806 voltou, consideravelmente mais rico, a Leicester, onde passou a criar cães de corridas e a assistir a eventos desportivos de forma regular. Entre os anos 1806 e 1809 ele fez uma série de voltas curtas para exibir-se de novo e arrecadar mais fundos.
Faleceu subitamente em 21 de junho de 1809 em Stamford, Lincolnshire. No momento da sua morte pesava uns 335 kg, e o seu caixão precisou uns 10,4 m² de madeira. Apesar do seu caixão ser construído com umas rodas e que o caminho ao lugar do enterro estava preparado em pendente para facilitar o seu transporte, precisaram-se 20 homens que tardaram uma meia hora em levar o caixão até à sepultura, num novo cemitério na parte posterior da Igreja de São Martin. Apesar de outras pessoas superarem posteriormente o registo de Lambert como a pessoa de maior peso corporal da história, em Leicester segue sendo uma personagem recordada na cultura popular, e no ano 2009 o jornal Leicester Mercury descreveu-o como "uma das ícones mais apreciadas da cidade".

## Trajectória

### Primeiros anos
Daniel Lambert nasceu na casa familiar de Blue Boar Lane, Leicester, a 13 de março de 1770. O seu pai, chamado também Daniel Lambert, servira como caçador para Harry Grey, 4º conde de Stamford, e quando nasceu o seu filho era o carcereiro da prisão de Leicester. Lambert foi o mais velho de quatro, com duas irmãs e um irmão que faleceu quando era jovem.
Aos oito anos de idade era considerado um bom nadador, e durante grande parte da sua vida dedicou-se a ensinar as crianças da vila a nadar. O seu tio paterno era um guarda de coto profissional, e o seu avô materno fora criador de galos de luta. Lambert desenvolveu um grande interesse pelos desportos de campo, desfrutando particularmente da caça de lontras, da pesca, do tiro e das corridas de cavalos. Na sua juventude esteve considerado um bom desportista, e nos últimos anos de adolescência passou a estar considerado como um perito na criação de cães de caça.
Em 1784 passou a trabalhar como aprendiz em Messrs Taylor & Co, uma oficina de gravação e fundição de Birmingham dirigido por Benjamin Patrick. Esta fábrica especializava-se em cintos e botões gravados que passaram de moda, pelo que o negócio foi em declive. No ano 1788 Lambert voltou a Leicester, servindo como ajudante do seu pai na prisão. O seu pai retirou-se pouco tempo depois e Lambert sucedeu-o como o carcereiro da prisão. Foi um carcereiro respeitado, fazendo amizade com muitos dos prisioneiros e tentando ajudá-los quando estes iam a julgamento.

### Peso corporal e desemprego

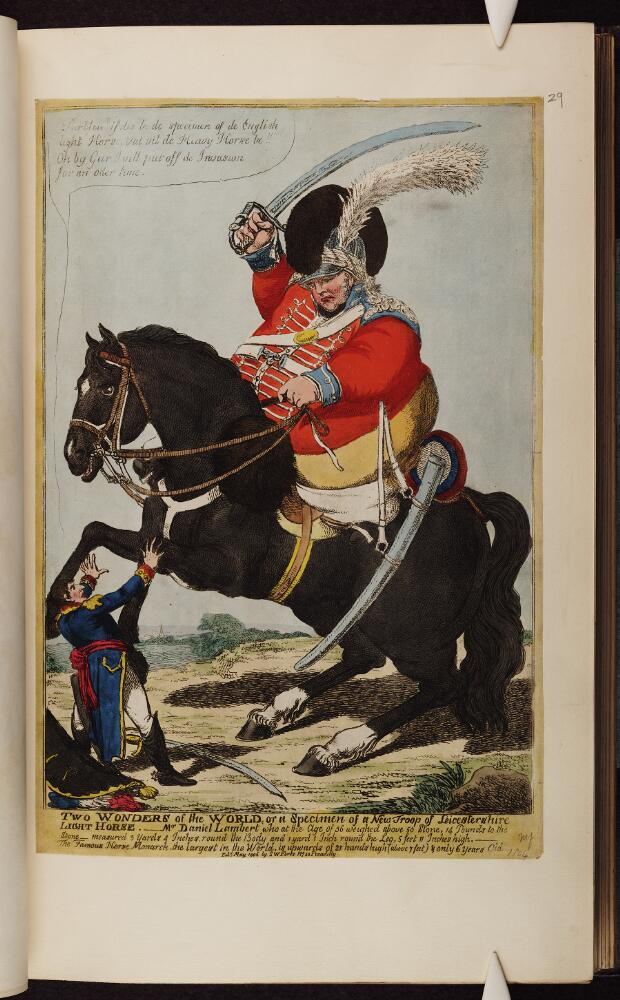
Animação de Lambert de Maio 1806, "Duas maravilhas do mundo, ou um novo tipo de Cavalaria Leve de Leicestershire"

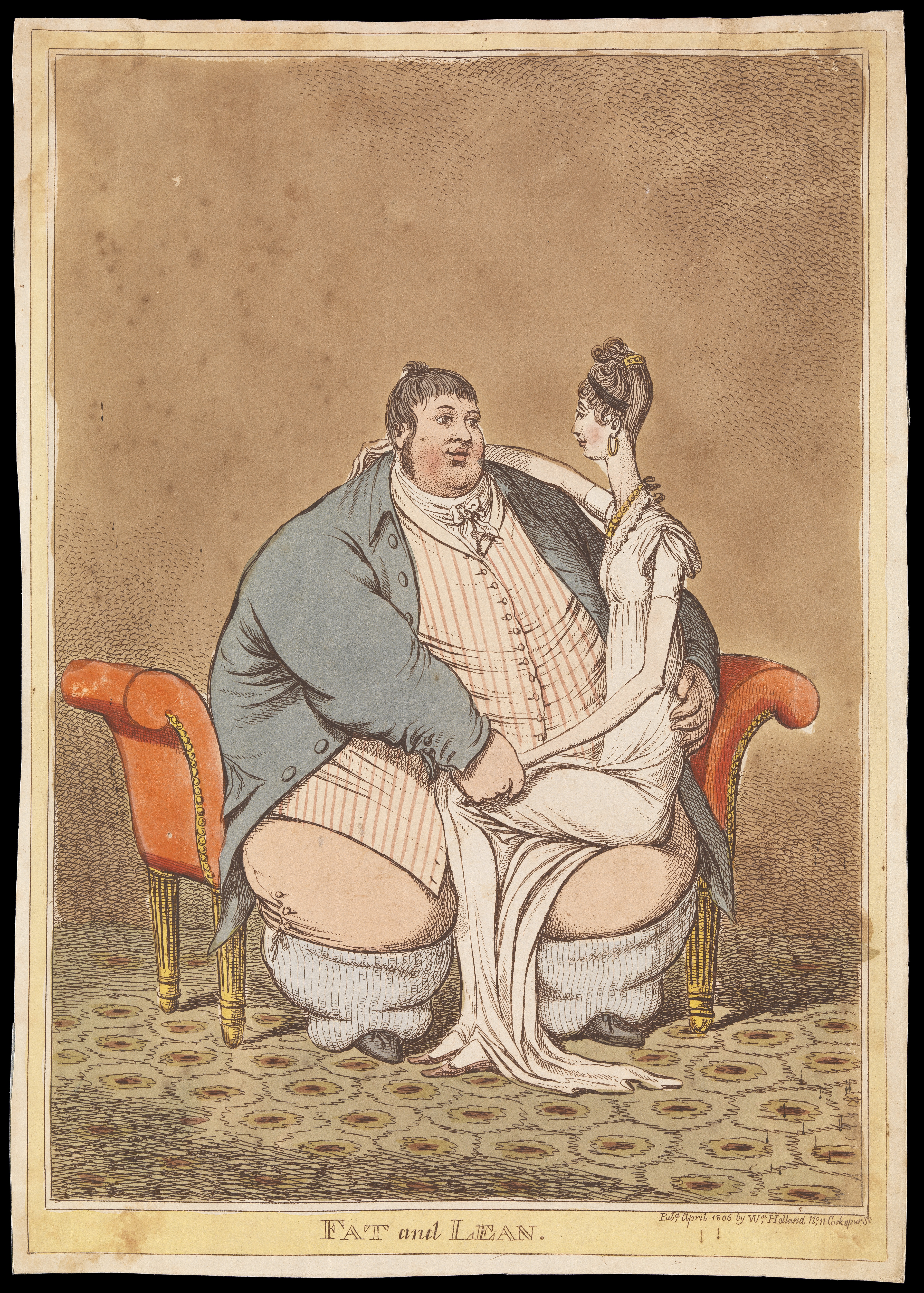
Daniel Lambert em contraste com uma mulher magra, gravura de C. Williams, 1806

Ainda que em declarações do próprio Lambert este não comia quantidades especialmente abundantes de comida, quando voltou a Leicester o seu peso corporal começou a aumentar de forma progressiva, e cerca do ano 1793 pesava uns 200 kg. Preocupado pelo seu estado físico, no seu tempo livre dedicava-se a fazer exercício, trabalhando a sua força até o ponto de ser capaz de acarretar uns 250 kg de peso com facilidade. Numa ocasião durante um espetáculo de um urso bailarino exibido em Blue Boar Lane, o seu cão escapou-se e mordeu o urso. O urso golpeou o cão e deixou-o prostrado no chão, e Lambert pediu ao cuidador do urso que o sujeitasse para poder recuperar o seu cão ferido. No seu lugar o cuidador de ursos tirou-lhe a focinheira permitindo-lhe atacar o cão.. Segundo o relato do acontecimento Lambert golpeou o urso com uma vara e com a sua mão esquerda, golpeando na cabeça e deitando-o ao chão para que o cão pudesse escapar.
Apesar da sua cada vez maior corpulência, Lambert mantinha-se em forma e ativo, chegando numa ocasião a caminhar uns 11 km desde Woolwich até à Cidade de Londres "com uma fadiga aparentemente muito menor que vários outros homens de mediano tamanho que iam no seu grupo". Sem possuir uma grande agilidade, o seu grande tamanho não lhe supunha uma restrição significativa, e era capaz de manter-se de pé sobre uma perna enquanto levantava a outra até uma altura de uns 2 metros. Continuou com o ensino de natação em Leicester, e era capaz de manter-se flutuando com dois homens adultos sentados nas suas costas. Não gostava de mudar-se de roupa, e adotava levar a mesma roupa do dia anterior inclusive quando ainda estava úmida. Segundo o próprio Lambert, este comportamento nunca lhe provocou um resfriado ou nenhuma outra doença.
Cerca de 1801 o seu peso corporal incrementara-se até uns 250 kg, e o seu tamanho impedia-lhe tanto a ele como ao seu cavalo manter o ritmo da caça, pelo que se viu obrigado a deixar esta atividade. O seu interesse por este tipo de atividades não cessou e passou a dedicar-se a manter uma matilha de 30 cães terrier. Foi nesta época quando, ainda mantinha uma sólida reputação como carcereiro, surgiram sérias preocupações pela sua aptidão física para este posto. Naquele momento as prisões tradicionais estavam perdendo popularidade, passando a substituir-se por instituições de trabalhos forçados, e em 1805 a prisão onde trabalhava foi finalmente fechada. Lambert ficou sem emprego, ainda que manteve uma renda anual de umas 50 libras outorgada pelos magistrados de Leicester em reconhecimento do seu serviço como carcereiro.

### Desemprego
Naquela altura a barriga de Lambert atingira um tamanho desproporcionado. Até seis homens de tamanho normal podiam meter-se juntos no seu casaco, e cada uma das suas meias era do tamanho de um saco. A sua renda anual de 50£ não lhe chegava para cobrir custos, e não podia trabalhar por causa do seu grande tamanho corporal, convertendo-se virtualmente num recluso. Começaram então a espalhar-se várias histórias sobre a sua grande corpulência, e alguns dos viajantes que visitavam Leicester começaram a usar vários pretextos para entrar na sua habitação e poder vê-lo.
Sensível sobre o seu peso, Lambert não deixava que ninguém o pesa-se, mas numa ocasião no ano 1805 uns amigos persuadiram-no para que assisti-se junto a eles a uma luta de galos em Loughborough. Uma vez que conseguiu entrar na carruagem com dificuldades, o resto do grupo conduziu-o até uma grande báscula e saltaram da carroça. Depois de descontar o peso da carroça vazia que já mediram com antecedência, calcularam que o peso corporal de Lambert estava em 320 kg, superando a Edward Bright, com uns 279 kg de peso,"Homem Gordo de Maldon", como a pessoa registrada de maior peso corporal da história até esse momento.

### Exibição em Londres
EXIBIÇÃO.—Sr. DANIEL LAMBERT, de Leicester, a maior Curiosidade do Mundo, quem, na idade de 36, pesa para cima de CINQUENTA STONE (7 kg. cada stone). Sr. Lambert recebe Companhia na sua Casa, No.53, Piccadilly, em frente da Igrega de Santo James, das 12 até 5 horas.—Entrada 1s.

Publicidade em The Times, 2 Abril 1806
Apesar da sua timidez, Lambert precisava de rendimentos com urgência, pelo que não viu outra alternativa que exibir-se, cobrando entrada aos espectadores. Em 4 de abril de 1806 subiu a uma carruagem especialmente construído para ele e viajou desde Leicester até á sua novo habitação no número 53 de Piccadilly, naquele então perto do limite ocidental de Londres. Durante cinco horas cada dia recebia visitantes na sua habitação, cobrando um xelim por cada um deles.
Lambert partilhava o seu interesse e conhecimento dos desportos, cães e criação de animais com as classes média e alta de Londres, pelo que visitá-lo e travar a sua amizade passou a estar de moda em pouco tempo na cidade. Um banqueiro chegou a fazer-lhe 20 visitas, pagando a entrada em cada uma das ocasiões. Durante este período da história da Inglaterra não havia um estigma real da obesidade, pelo que o público geral considerava a Lambert uma maravilha admirável, em lugar de um anormal raro. Esta aventura de negócio teve um sucesso imediato, atraindo a cerca de 400 visitantes diários. A descrição da sua habitação era de ter um ar de um lugar de férias de moda, em vez de um lugar de exibição, e a Lambert agradava-lhe que os visitantes adotavam tratá-lo com cortesia, e não simplesmente como um espetáculo. Lambert fazia questão de manter uma atmosfera de civismo com os seus convidados, e todos os homens que entravam nos seus quarto deviam tirar-se o chapéu.
A sua popularidade chegou a inspirar a um imitador a pouca distância dele na Rua Sackville. Um folheto descrevia Wybrants como "Mestre Wybrants o Hércules Moderno, quem na idade de 4 Meses pesava 39 libras, media 2 pés à volta do corpo 15 polegadas à volta das coxas e 8 polegadas à volta do braço, para ser visto na esquina da Rua Sackville Piccadilly".
As pessoas viajavam grandes distâncias para visitar a Lambert, muitos deles passando várias horas com ele conversando sobre a criação de animais. Uma figura de cera a tamanho real de Lambert passou a exibir-se em Londres, tornando-se extremamente popular. Daniel Lambert passou em pouco tempo a converter-se numa personagem popular para os estreantes de faixas cômicas, que adotavam representá-lo como John Bull. Lambert misturou-se bem com as classes sociais altas, e numa ocasião conheceu o Rei Jorge III,  ainda que não se conserva um registro da reação de ambos dois desta apresentação entre eles.

### Exame médico

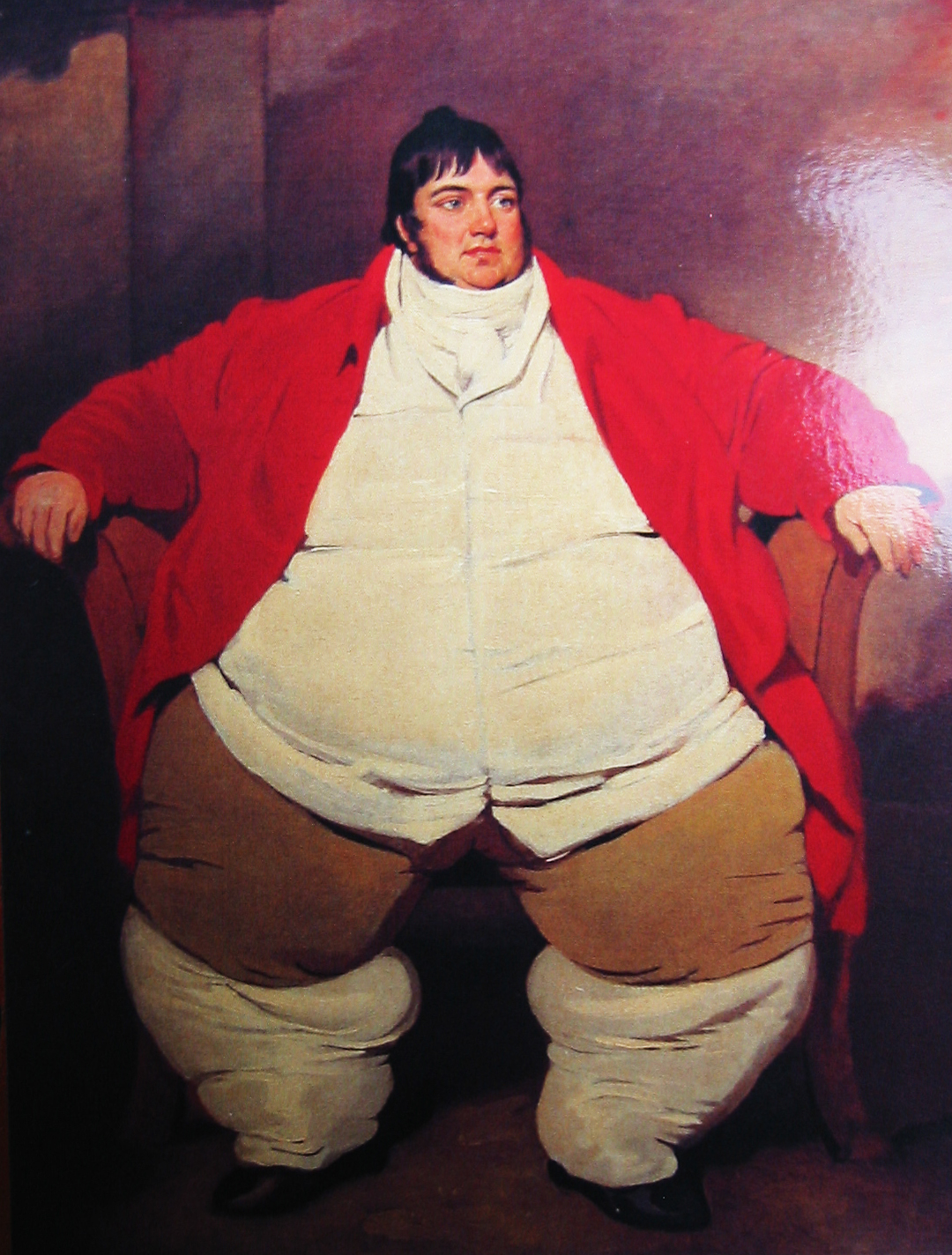
Daniel Lambert por Benjamin Marshall, c. 1806.

Em breve Lambert deu nas vistas da profissão médica, e pouco tempo depois da sua chegada a Londres a revista Medical and Physical Journal publicou um artigo sobre ele. Confirmaram que pesava 320 kg, e mediram a sua altura em 1,80 m. Um exame médico exaustivo determinou que as suas funções corporais estavam corretas, e que respirava sem dificuldades. O artigo descrevia a Lambert como ativo e alerto mentalmente, culto e com uma memória excelente. Gostava de cantar, e tinha uma fala normal que não mostrava sinais de nenhum tipo de pressão nos seus pulmões. Os doutores detectaram uma tumefação dos seus pés, pernas e coxas, e uma acumulação de gordura no seu abdômen, mas à margem de uma pele grossa e escamada nas pernas causada por ataques prévios de erisipelas, não tinha problemas de saúde. Lambert afirmou perante os doutores que ingeria quantidades normais de comida ordinária. Declarou que desde 1795 não bebera nada mais que água, e que apesar de ser ainda muito novo e assistir regularmente a festas e reuniões, naquele momento então não se unia aos seus colegas na bebida. Lambert estimou que era capaz de caminhar uns 400 m sem dificuldades. Dormia com regularidade não mais de oito horas por noite, sempre com a janela aberta, e não se lhe escutava roncar nunca, atingindo um estado de alerta completa aos cinco minutos de acordar e sem tomar sestas durante o dia.
É impossível conhecer com certeza a causa do extremo peso de Daniel Lambert, mas considera-se pouco provável que estivesse causado por uma desordem endócrina ou genética. À margem do seu peso, não mostrava sintomas de uma desordem na tireoide, e nenhum dos seus retratos o representa com a obesidade facial típica da síndrome de Cushing. Os pacientes da síndrome Bardet–Biedl e da síndrome Prader–Willi, síndromas genéticas que podem dar lugar a obesidade nos pacientes, também sofrem de dificuldades na aprendizagem e de debilidade muscular, mas Lambert estava considerado um homem muito inteligente, extremamente forte e, exceto pelas erisipelas e varizes nas suas pernas, não sofria de problemas de saúde aparentes. Um comentarista contemporâneo afirmou que "O Sr. Lambert escassamente conhece o que é estar enfermo ou indisposto". O único problema fisiológico registrado de Lambert foi uma ocasional "depressão do espírito", durante a sua estadia em Londres. Apesar de que uns tios seus sofriam também de obesidade, os seus pais e irmãs sobreviventes mantiveram uma fisionomia normal durante toda a vida.
Consequentemente, é provável que o aumento de peso de Lambert estivesse provocado não por uma desordem física senão por uma combinação de uma ingestão excessiva de comida e de uma falta de exercício. Ainda que tinha uma constituição pesada na sua juventude, começou a ganhar peso só quando começou a trabalhar no relativamente sedentário trabalho de carcereiro da prisão. Uma biografia de Lambert publicada durante a sua vida afirmava que "foi ao cumprir-se um ano desta atribuição quando a sua corpulência apresentou o maior e mais rápido incremento". Ainda que afirmasse comer pouco e abster-se de tomar álcool, considera-se muito provável que um homem com o seu estilo de vida e posição na sociedade ingerisse grandes quantidades de carne e toma-se cerveja nos eventos sociais.

### Visita de Józef Boruwłaski
Depois de passar vários meses em Londres, Lambert recebeu a visita de Józef Boruwłaski, um anão de 99 cm de altura na altura com 70 e poucos anos. Nascido em 1739 no seio de uma família pobre na vila rural de Pokuttya, Boruwłaski estava considerado o último dos anões de corte da Europa. Fora apresentado à imperatriz María Teresa em 1754, e depois de um curto período de tempo residindo com o despojado rei polonés Stanisław Leszczyński, passou a exibir-se pela Europa, ganhando uma considerável fortuna. Aos 60 anos de idade retirou-se a Durham, onde se converteu numa figura tão popular que a cidade de Durham passou a pagar-lhe para que vivesse ali, convertendo-se num dos seus cidadãos mais famosos. Boruwłaski tinha uma memória fantástica e recordava uma visita que lhe fizera Lambert em Birmingham quando este ainda trabalhava na oficina de gravação e afirmou: "Vi esta cara há vinte anos em Birmingham, mas certamente estava noutro corpo". Os dois homens compararam a sua vestimenta, calculando que uma manga de Lambert daria suficiente ter para um sobretudo completo de Boruwłaski. Lambert perguntou sobre a esposa de Boruwłaski, Isalina Barbutan, onde ele mais tarde respondeu "Não, ela faleceu, e eu não tenho muita pena, porque quando eu lhe fazia frente, ela punha-me na prateleira dos cobertores para me punir."
A reunião entre Lambert e Boruwłaski, o homem maior e o homem mais pequeno do país, suscitou um grande interesse público, e um jornal qualificou o encontro como uma reunião entre "Falstaff e Tom Thumb".  Boruwłaski viveu até ao seu 98º ano, apesar da previsão do sujeito que emprestava dinheiro e que lhe vendeu a anuidade que a sua pequena estatura o iria fazer mais suscetível a doenças.

### Desapontamento
A forma meio cortês, meio taciturno na que este "homem gordo grosseiro" recebia a maioria dos seus visitantes coincidia com  humor do meu marido, o que lhe agradava tanto como sentia magoa dele, pois era angustioso escutar algumas vezes as bastas observações feitas por gente insensível, e as perguntas parvas sem pensar de muitos deles sobre o seu apetite.

Anne Mathews, viúva de Charles Mathews, sobre a relação deste com Lambert. (Tradução  do original)
Ainda que em geral era respeitado pela sociedade de Londres, quanto mais tempo passava ali mais irritável se tornava. Tímido e consciente da sua condição, sentia-se irritado pelas repetidas perguntas sobre o tamanho da sua roupa. Em resposta a um pedido de uma mulher que lhe perguntou pelo custo do seu sobretudo, respondeu: "Não posso pretender carregar a minha memória com o preço, mas posso facilitar-lhe o método de obter a informação que requer. Se crie conveniente presentear-me um novo sobretudo, saberá então exatamente o que custa". Outro espectador interessado afirmou que já que o preço da entrada era o que servia para pagar a roupa de Lambert, tinha também o direito de saber mais. Lambert respondeu: "Senhor, se soubesse que parte do meu próximo sobretudo vai pagar o seu xelim, posso assegurar-lhe que cortaria a peça". Lambert calculou em 1806 que um fato completo custava-lhe umas 20 £.

### Retorno a Leicester
Lambert rejeitou ofertas de vários empresários e agentes para representá-lo, e por volta de setembro de 1806 retornou a Leicester como um homem rico. Retomou aos seus passatempos favoritos, criando cães e galos de luta. Tinha uma cadela de criação terrier pela que lhe ofereceram umas 100 guinéus que estava considerada uma das melhores da Inglaterra. Ele rejeitou vendê-la, ficando com o animal de companhia para toda a sua vida. Voltou a assistir a eventos desportivos, e um artigo no Leicester Journal de setembro de 1806 sobre as corridas de Leicester indicou que "Entre as distintas personagens sobre a relva estávamos contentes de ver o nosso velho amigo, o Sr. Daniel Lambert, num aparente bom estado de saúde e espírito". Apesar de não poder seguir as caçadas montado a cavalo, usou uma parte do dinheiro conseguido em Londres para reunir uma matilha de galgos, observando-os desde a sua carruagem enquanto perseguiam lebres na campina de Leicestershire.
Em dezembro de 1806 Lambert realizou uma breve volta para arrecadar fundos, exibindo-se de novo em Birmingham e Coventry. A começos do ano seguinte voltou a Londres, ficando-se uma temporada em Leicester Square. Ali caiu doente. O seu médico, o doutor Heaviside, achava que a sua doença podia ter sido causada pelo ar contaminado de Londres, pelo que Lambert voltou a Leicester. Recuperou da doença, e a finais de 1807 levou a cabo uma série de voltas pela Inglaterra.

Este enorme homem gordo sentou-se no sofá que era largo suficiente para três ou quatro pessoas, e enchia-o bem. Ele tinha uma pequena cabeça muito bonita, pelo menos comparado com o seu corpo anormal. Tivesse ele conseguido se levantar, uma tarefa que devia ter sido impossível ele fazer, ele teria sido um homem bastante alto. As suas queixadas largas e um enorme duplo queixo não o desfiguravam muito, mas a sua barriga, vestido num sobretudo em tiras, parecia uma enorme colchão de penas, e as suas pernas, vestidas com meias igualmente coloridas, eram do tamanho de duas banheiras de manteiga.

Johan Didrik af Wingård, Governador do Condado da Varmlândia (1814–1840) e o Ministro das Finança Sueco (1840–1842), sobre uma reunião em 1808 com Lambert.
No Verão de 1808 Lambert permaneceu em Londres durante um breve período de tempo, onde vendeu um par de cães spaniel por umas 75 guineas em Tattersalls, e mais tarde esse ano fixou uma pequena exibição em York. Em junho de 1809 começou uma nova volta por East Anglia, finalizando em Stamford durante as Corridas de Stamford. Um reconto da época sugere que esta volta era suposto ser a última, já que então teria riqueza o suficientemente como para reformar-se. Durante esta volta, Lambert foi pesado em Ipswich. O seu peso naquele momento foi de 335 kg. Incapaz de utilizar escadas, alugou uma casa no rés do chão da pousada Waggon & Horses no número 47 da Rua Stamford High Street em 20 de junho de 1809.

### Morte
Depois da sua chegada a Stamford Lambert enviou uma mensagem ao jornal Stamford Mercury para encomendar uns anúncios e folhetos. Dizendo que "como a Montanha não podia aguardar por Maomé, Maomé iria até a montanha", pediu-lhe ao impressor que lhe fizesse uma visita na pousada Waggon & Horses, para debater os requerimentos da impressão. Essa mesma noite Lambert estava na sua cama e admitiu sentir-se esgotado, mas ainda assim foi capaz de explicar-lhe os seus requerimentos ao impressor, ansioso de que os folhetos fossem entregados a tempo.
Na manhã do dia 21 de junho Lambert acordou à sua hora habitual e parecia ter boa saúde. Quando começava a fazer a barba, queixou-se de que tinha dificuldades em respirar. Dez minutos depois colapsou e faleceu.
Não se lhe praticou uma autópsia, e desconhece-se a causa exata da sua morte. Muitas fontes afirmam que faleceu por causa de uma degeneração de gordura do coração ou de estresse no mesmo provocado pela sua corpulência. Porém, o seu comportamento nos dias prévios à sua morte não coincide com os sintomas habituais apresentados por aqueles que sofrem de insuficiência cardíaca. Várias testemunhas indicaram que na manhã do seu falecimento apresentava uma aparência saudável, antes de ficar sem alento e colapsar. O autor Jan Bondeson especulou que a explicação mais consistente para a sua morte, tendo em conta os seus sintomas e historial médico, é que sofreu um embolismo pulmonar.

## Sepultura
O cadáver de Lambert começou rapidamente a decompor-se. Não havia dúvida que o corpo iria volta a Leicester, e assim em 22 de junho, ele foi colocado dentro de uma urna de ulmeiro, com as medidas de 193 cm × 132 cm × 71 cm, construído sobre rodas para permitir a mobilidade e foram necessários 10,4 m² de madeira para a sua fabricação.. A urna era tão grande que para conduzi-lo fora da pousada para o recentemente aberto cemitério na parte traseira da Igreja de St Martin, tiveram que demolir a janela e parte da parede do seu apartamento. A sepultura foi feita com um tamanho de acordo com a urna, e com uma aproximação em pendente para evitar ter que baixar a urna desde cima. mas em 23 de junho precisou-se de 20 homens que tardaram uma meia hora em levar a urna até ao local da sepultura.

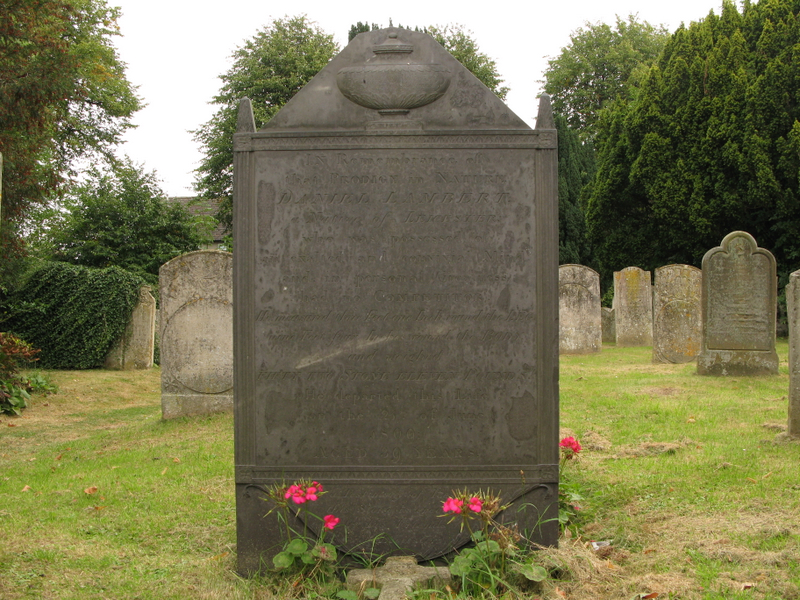
Lápide de Daniel Lambert

Os amigos de Lambert pagaram para uma grande pedra tumular, com as inscrições (tradução):
Em Memória desse Prodígio na Natureza.
DANIEL LAMBERT.
um Nativo de Leicester:
quem possuía uma Mente exaltada e sociável
na Grandeza pessoal não tinha Competidores
Media três pés uma Polegada ao redor da Perna
nove Pés quatro Polegadas ao redor do Tronco
e pesava
Cinquenta e dois Stone onze Libras!
Ele deixou esta Vida no 21º de Junho de 1809
Idade 39 anos
Como Testemunho de Respeito esta Lápide foi erigida pelos seus Amigos em Leicester

## Legado

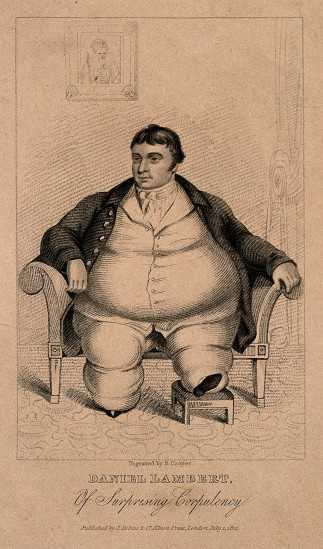
Gravação de "Daniel Lambert, of surprising corpulency", publicado em 1821

A finais de 1809 J. Drakard publicou a primeira biografia completa de Lambert depois da sua morte, The life of that wonderful and extraordinary heavy man, the late Danl. Lambert, from his birth to the moment of his dissolution, with an account of men noted for their corpulency, and other interesting matter [A vida desse bom e extraordinário homem gordo, o falecido Danl. Lambert, desde o nascimento até à dissolução]. O registo de Lambert como a pessoa de maior peso corporal na história registada foi superado em pouco tempo pelo estado unidense Mills Darden (1799–1857), mas até então Lambert convertera-se numa figura de culto, e quase todos os objetos que tinham alguma conexão com ele foram preservados para a posteridade. A sua roupa e posses venderam-se em leilões, e muitas delas preservam em vários museus.
Por toda a Inglaterra nomearam-se pousadas e pubs na sua memória, particularmente em Leicester e Stamford. O pub Daniel Lambert no número 12 de Ludgate Hill, perto da entrada da catedral de São Paulo em Londres, era muito conhecido e tinha um grande retrato de Lambert assim como uma das suas bengalas expostas no Hall de entrada. James Dixon, proprietário da pousada Ram Jam Inn em Stamford, comprou o fato que Lambert levava posto no dia do seu falecimento e exibiu-o na pousada, que mudou de nome para a pousada Daniel Lambert.
O termo "Daniel Lambert" passou a ser de uso comum na língua inglesa falada e escrita, empregado para referir-se a qualquer homem gordo. O seu nome continuou tendo este uso durante muitos anos depois do seu falecimento. Em 1852 Charles Dickens afirmou que "o nome de Lambert conhece-se melhor que a sua história". No seu romance Nicholas Nickleby Dickens compara a obesidade de Jorge IV à de Lambert. William Makepeace Thackeray usou o termo no seu romance Vanity Fair para referir-se ao obeso Joseph Sedley, e na obra The Luck of Barry Lyndon para referir ao servente obeso Tim. Com o passar do tempo "Daniel Lambert" passou a fazer referência a qualquer coisa que fosse excecionalmente grande. Herbert Spencer, na obra The Study of Sociology, usou a frase "um Daniel Lambert da aprendizagem", enquanto que Thomas Carlyle usou-o de forma sarcástica para referir-se a Oliver Cromwell como "este grande Jogador inchado e desafortunado guloso 'Daniel Lambert em espírito'". Em 1874 o jornal The Times, numa revisão da recentemente traduzida comédia francesa La Fiammina de Mario Uchard na que uma personagem chama-se "Daniel Lambert", indicou que o nome "sempre se associa na mente inglesa com a noção de obesidade", e em 1907, quase 100 anos depois da morte de Lambert, fizeram uma referência ao Château de Chambord como "o Daniel Lambert entre os châteaux". Nellie Lambert Ensall, no seu momento a mulher de maior peso corporal no Reino Unido, afirmou em 1910 que era a bisneta de Daniel Lambert, mas esta afirmação considera-se falsa já que Lambert não chegou a casar-se e é pouco provável que tivesse descendência.
Em 1838, o periódico English Annual publicou uma série de poemas, supostamente escritos por Lambert e encontrados entre os seus papéis na casa de Waggon and Horses depois do seu falecimento. Sem uma fonte publicada durante a vida dele que mencionava o seu interesse em poesia ou outras leituras a não ser periódicos e desportos de campo, parece obscuro que estes papéis estivessem com ele em Stamford no seu falecimento, em vez de na sua casa em Leicester. O descobridor dos poemas é creditado somente como o "Omega". É provável que este poemas sejam um partida.

### P. T. Barnum
P. T. Barnum e o general Tom Thumb (Charles Sherwood Stratton), de 64 cm de altura, visitaram Stamford em 1846 e doaram um dos disfarces de Thumb a Dixon para que fosse exposto junto ao de Lambert. Em 1866, o general Tom Thumb junto com a sua mulher também de reduzida estatura Lavinia Warren (Mercy Lavinia Warren Bump), a irmã desta Minnie Warren (Huldah Pierce Warren Bump) e outro dos anões famosos de Barnum o Comodoro Nutt (George Washington Morrison Nutt), visitaram Stamford. Todos eles juntos eram capazes de passar através do oco dos calções de Lambert a altura dos joelhos. Em 1866 os fatos de Lambert e de Tom Thumb venderam-se à Old London Tavern em Stamford, e posteriormente passaram a estar em posse do Museu de Stamford. (Em Junho de 2010, fora anunciado que o Museu de Stamford fecharia em Junho de 2011, com as suas colecções transferidas para a Biblioteca de Stamford.)
A figura de cera de 1806 de Lambert foi exportada até os Estados Unidos e exibiu-se em New Haven, Connecticut para o ano 1813. Em 1828 a figura esteve exposta nos Jardins de Boston Vauxhall vestido com um conjunto completo da roupa do próprio Lambert. P.T. Barnum comprou-a posteriormente e passou a exibi-la no Museu Americano de Barnum de Nova Iorque, mas o museu ficou destruído por causa de um incêndio no ano 1865 e a figura derreteu-se com o calor e perdeu-se.

### Na memória popular
Lambert passou a ser uma personagem popular em Leicester, descrito no ano 2009 pelo jornal Leicester Mercury como "uma dos ícones mais apreciadas da cidade", e vários bares e negócios locais levam o seu nome. A obra de Sue Townsend intitulada The Ghost of Daniel Lambert [O fantasma de Daniel Lambert], na que o fantasma de Lambert desaprova a demolição e o novo desenvolvimento de 1960 do centro histórico de Leicester, estreou-se no Haymarket Theatre de Leicester no ano 1981. Lambert é uma figura popular também em Stamford, e a equipa de futebol local Stamford A.F.C. recebe a alcunha de "The Daniels" na sua honra.
Um dos fatos de Lambert, junto com o seu cadeirão, a sua bengala, a sua fuste e o seu livro de orações estão em exibição permanente no Museu Newarke Houses de Leicester. O pub Daniel Lambert em Ludgate Hill já não existe, e os objetos ali mostrados passaram a estar em exposição permanente no Hotel George de Stamford. No ano 2009, o aniversário de 200 anos do seu falecimento, a cidade de Leicester no Museu Newarke Houses celebrou-se o "Dia de Daniel Lambert", na qual mais de 800 pessoas assistiram a esse evento na sua honra.